# Dalkurd FF

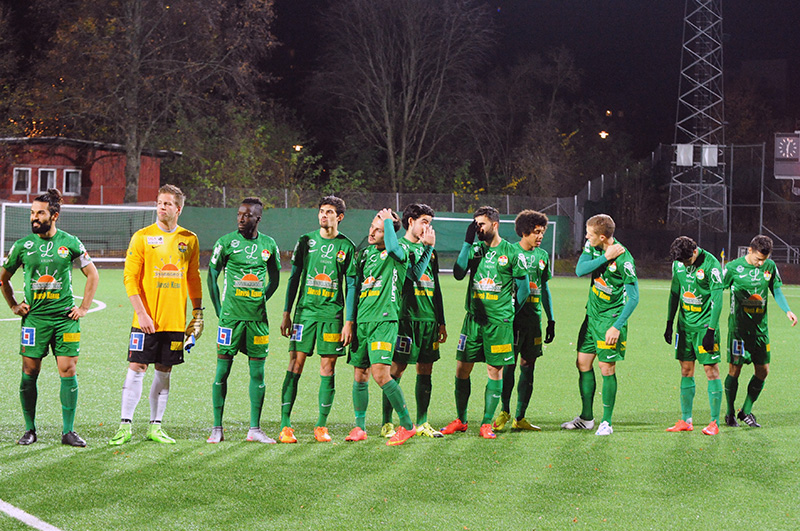
Dalkurd játékosai meccs előtt, hazai környezetben.

A Dalkurd FF, teljes nevén Dalkurd Fotbollsförening, kurd bevándorlók alapította svéd labdarúgócsapat Borlänge városában. Jelenleg a svéd labdarúgó-bajnokság első osztályában szerepel.
Hazai mérkőzéseiket a 6500 fő befogadására alkalmas Domnarvsvallenban játszották. 2018-as szezontól azonban ugyancsak 6500 fő befogadására alkalmas Gavlevallenban játsszák.

## Története
A klubot kurd bevándorlók alapították 2004-ben. A 2005-ös szezonban a hetedosztályból indultak, innen meg sem álltak 2010-ig, amikor is már harmadosztályban találták magukat. Itt megállt a menetelésük és egészen 2015-ig kellett várni az újabb feljutásra, immár a másodosztályba. 2017-es szezonban történelmet írtak, mert feljutottak az Allsvenskan-ba. A klub megalapítása óta mindössze alig több, mint 13 év alatt!
| Szezon | Osztály       | Divízió  | Régió             | Pozíció     | Eredmény                 |
| ------ | ------------- | -------- | ----------------- | ----------- | ------------------------ |
| 2005   | Hetedosztály  | Hatodik  | Dalarna Mellersta | Első        | Feljutott                |
| 2006   | Hetedosztály  | Ötödik   | Dalarna Södra     | Első        | Feljutott                |
| 2007   | Hatodosztály  | Negyedik | Dalarna           | Első        | Feljutott                |
| 2008   | Ötödosztály   | Harmadik | Södra Norrland    | Első        | Feljutott                |
| 2009   | Negyedosztály | Második  | Norra Svealand    | Első        | Feljutott                |
| 2010   | Harmadosztály | Első     | Norra             | Hatodik     |                          |
| 2011   | Harmadosztály | Első     | Norra             | Negyedik    |                          |
| 2012   | Harmadosztály | Első     | Norra             | Nyolcadik   |                          |
| 2013   | Harmadosztály | Első     | Norra             | Második     | Osztályozó a feljutásért |
| 2014   | Harmadosztály | Első     | Norra             | Harmadik    |                          |
| 2015   | Harmadosztály | Első     | Norra             | Első        | Feljutott                |
| 2016   | Superettan    | -        | -                 | Negyedik    |                          |
| 2017   | Superettan    | -        | -                 | Második     | Feljutott                |
| 2018   | Allsvenskan   | -        | -                 | Folyamatban |                          |

* 2006-ban a liga szerkezetátalakításon esett át, ezért kellett kétszer játszania a hetedosztályban.

## Jelenlegi keret
2017. április 1-i állapot szerint.
| #  |       | Poszt | Név              |
| -- | ----- | ----- | ---------------- |
| 1  | SWE   | K     | Frank Pettersson |
| 3  | GAM   | V     | Kebba Ceesay     |
| 4  | USA   | V     | Alex DeJohn      |
| 5  | NED   | KP    | Rewan Amin       |
| 6  | SWE   | KP    | Robin Tranberg   |
| 7  | SWE   | KP    | Rawez Lawan      |
| 8  | SWE   | KP    | Ammar Ahmed      |
| 10 | SWE   | CS    | Ahmed Awad       |
| 11 | Japán | KP    | Yukiya Sugita    |
| 12 | SWE   | CS    | Richard Yarsuvat |
| 13 | USA   | KP    | Andrew Stadler   |
| 15 | SWE   | V     | Alexander Ekblad |

| #  |         | Poszt | Név                   |
| -- | ------- | ----- | --------------------- |
| 16 | SWE     | KP    | Henrik Löfkvist       |
| 17 | SWE     | V     | Mbaye Abdoulaye Touré |
| 18 | ESP     | V     | Jalid Kerkich Amar    |
| 19 | SWE     | V     | Kujtim Bala           |
| 20 | Szerbia | KP    | Predrag Randelovic    |
| 21 | SWE     | V     | Peshraw Azizi         |
| 22 | SLE     | CS    | Mohamed Bangura       |
| 23 | SWE     | KP    | Oscar Lundin          |
| 24 | SWE     | KP    | Heradi Rashidi        |
| 26 | Koszovó | CS    | Leonard Pllana        |
| 30 | SWE     | K     | Robertino Kljajić     |

## Külső hivatkozások
- Hivatalos weboldal (svédül)